# Maria Maddalena dell’Incarnazione

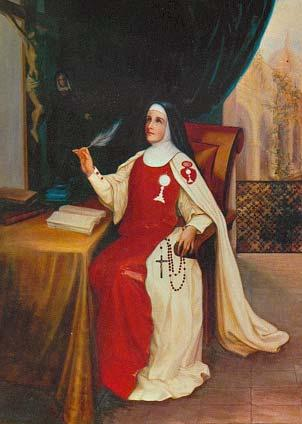
Sel. Maria Magdalena von der Menschwerdung

Maria Maddalena dell’Incarnazione (dt.: Maria Magdalena von der Menschwerdung) (bürgerlicher Name: Caterina Sordini) (* 16. April 1770 in Porto Santo Stefano (Grosseto); † 29. November 1824 in Rom) war eine italienische Ordensschwester, Ordensgründerin und Mystikerin. Sie wird in der römisch-katholischen Kirche als Selige verehrt.

## Leben
Caterina Sordini entstammte einer wohlhabenden und frommen Familie aus der Toskana. Im Jahr 1788 trat sie den Franziskanerinnen in Ischia di Castro bei Viterbo bei. Dort hatte sie im Jahr 1789 noch als Novizin eine Vision, in der sie Engel bei der eucharistischen Anbetung sah, sie waren mit einem roten Skapulier bekleidet. 17 Jahre später, im Jahre 1807, gründete Sr. Maria Maddalena die Ordensgemeinschaft der Adoratrici Perpetue del Santissimo Sacramento („Ewige Anbeterinnen des Allerheiligsten Sakramentes“). Am 31. Mai 1807 bezog sie das Kloster SS. Gioacchino ed Anna alle quattro fontane in der Nähe des Quirinalspalastes. Während der französischen Besetzung wurde sie zwischenzeitlich vertrieben, kehrte aber 1814 zurück. Papst Pius VII. erteilte die päpstliche Approbation der Gemeinschaft am 22. Juli 1818. Die Schwestern wurden mit einem weißen Habit und einem roten Skapulier eingekleidet und lebten fortan nach der Augustinusregel. Die Ordensgemeinschaft bildet heute eine Konföderation von weltweit 69 Klöstern, darunter das von Sophie von Angelini (1838–1897) gegründete Kloster der Ewigen Anbetung in Innsbruck.

## Seligsprechung
Sr. Maria Maddalena dell’Incarnazione wurde am 3. Mai 2008 von Papst Benedikt XVI. in der Lateranbasilika in Rom seliggesprochen. Ihr Gedenktag in der Liturgie ist der 29. November.